# Eupelmus sculpturatus
Eupelmus sculpturatus är en stekelart som beskrevs av Nikol'skaya 1952. Eupelmus sculpturatus ingår i släktet Eupelmus och familjen hoppglanssteklar.
Artens utbredningsområde är Polen. Inga underarter finns listade i Catalogue of Life.